# Efekt Petkau
Efekt Petkaua – wynik eksperymentu, który wykazał niepoprawność, zazwyczaj przyjmowanego, założenia o liniowej zależności między dawką promieniowania, a jej wpływem na organizmy żywe. Nazwany od dr. Abrama Petkaua z Atomic Energy of Canada Whiteshell Nuclear Research Establishment w Manitobie, który przeprowadził badania i opublikował wyniki w Health Physics w marcu 1972 roku.
Petkau mierzył, w tradycyjny sposób, dawkę jaka zniszczy określoną błonę komórkową. Odkrył, że dokona tego 3500 radów dostarczonych w ciągu 2¼ godziny (26 rad/min. = 15.5 Sv/h). Wtedy, prawie przez przypadek, ponowił eksperyment ze znacznie słabszym promieniowaniem i odkrył, że 0,7 rada dostarczone w przeciągu 11½ godziny (1 millirad/min. = 0.61 mSv/h) także zniszczy błonę. Przeczyło to liniowej zależności między całkowitą dawką lub czasem pochłonięcia dawki napromieniowania a konsekwencjami.
Promieniowanie miało charakter jonizujący i powodowało powstawanie anionów tlenu. Aniony w niższych koncentracjach były bardziej niszczycielskie dla błony niż w wyższych (ten sprzeczny z intuicją wynik tłumaczy się tym, że w wyższych stężeniach jony częściej rekombinowały ze sobą niż oddziaływały z błoną). Koncentracja anionów bezpośrednio korelowała z szybkością napromieniowania, co powodowało nieciągłe zmiany dla całego układu.